# Andino Aymesa
El AYMESA Andino es un modelo de automóvil hecho en Ecuador por la firma AYMESA, basado en el programa BTV de Bedford/Vauxhall y luego GM. El programa BTV buscaba desarrollar autos de bajo costo y alta adaptabilidad para los países en desarrollo y se inició en Malasia, adoptándose en varios países de América Latina, entre ellos Ecuador.
El Andino usaba los componentes estructurales del programa BTV desarrollados en colaboración entre marcas de GM Vauxhall, Opel, que eran importados , usando una motorización de General Motors (Bedford 1256 cc y/o Opel K180) como base propulsora, y con una carrocería simple, de líneas cuadradas derivada del proyecto BTV estilo kei car.

## Historia
En el año 1972, la empresa automotriz ecuatoriana Aymesa, decide adaptar el proyecto BTV de Vauxhall Bedford y fabricar el AYMESA Andino como su primer producto. El Andino era una pick-up de baja capacidad concebida para contribuir al sector agrícola ecuatoriano y destinada a los lugares más inhóspitos de la región andina. Su producción fue estimulada por el gobierno militar de Guillermo Rodríguez Lara.
AYMESA Andino fue el nombre con el que se bautizó a este automotor que identifica claramente a la Comunidad Andina (Venezuela, Colombia, Ecuador, Perú, Chile y Bolivia), quizás a fin de ser parte de la región, sin ser finalmente exportado y sólo siendo usado en su nicho inicial. Otras variantes similares se vendieron en Costa Rica (Amigo), Paraguay (Mitai) y Malasia (Harumai).
Desde su aparición en 1972, esta camioneta de platón ha estado en circulación hasta años recientes, dándole lugar a la buena reputación de ser un automotor de bajo costo en mantenimiento y rendimiento, así como de la versatilidad de su motorización.

## Variantes
Aymesa produjo dos variantes del Andino, como se detallan a continuación:
Primera serie
Motor 1.200 cc, cabina simple, diseño básico del cual sobresale los guardabarros delanteros y estribos laterales similares a los vistos en el jeep Willys. La carrocería tiene líneas de acabado muy básicas, con dobleces de 90°. De este modelo hubo dos variantes, diferenciables por el detalle de las puertas adaptadas a su cabinaje: una con puertas de lona, y otra dotada de puertas de chapa de acero con dos láminas de vidrio templado en la ventanilla, de apertura corrediza.
Segunda serie
Motor 1.400 cc, cabina simple, cuya carrocería omitía los guardabarros delanteros y los estribos laterales. Sus acabados son algo más curvos, con línea de carrocería con curvas simples. Este modelo tuvo variantes tipo monovolumen gracias al chasis más elevado y sus dimensiones ensanchadas en todos los aspectos.
De las dos series, quizás la más importante es la primera serie, debido a que sus respectivos propietarios lo han transformado por sus características en microcamiones, tractocabezas y otros modelos, dedicándolos principalmente a su exhibición.
El Andino fue, sin duda, uno de los iconos de la industria automotriz ecuatoriana, esta misma que pasó de producir modelos localizados al ensamblaje neto.